# Fruchtallee
Die Fruchtallee ist eine Hauptverkehrsstraße im Hamburger Stadtteil Eimsbüttel. Sie verläuft vom U-Bahnhof Christuskirche nach Westen bis zum Eimsbütteler Marktplatz. Sie ist westlich des Doormannswegs Bestandteil der Bundesstraße 5. Sie trägt den Straßenschlüssel F255.
Die Straße ist überwiegend von Bebauung gesäumt, die nach dem Zweiten Weltkrieg errichtet wurde. Rund um die Christuskirche und östlich der U-Bahnhaltestelle Emilienstraße ist jedoch auch ältere Bebauung vorhanden. Die gesamte Strecke ist sechsspurig ausgebaut.

## Name, Verlauf und Geschichte

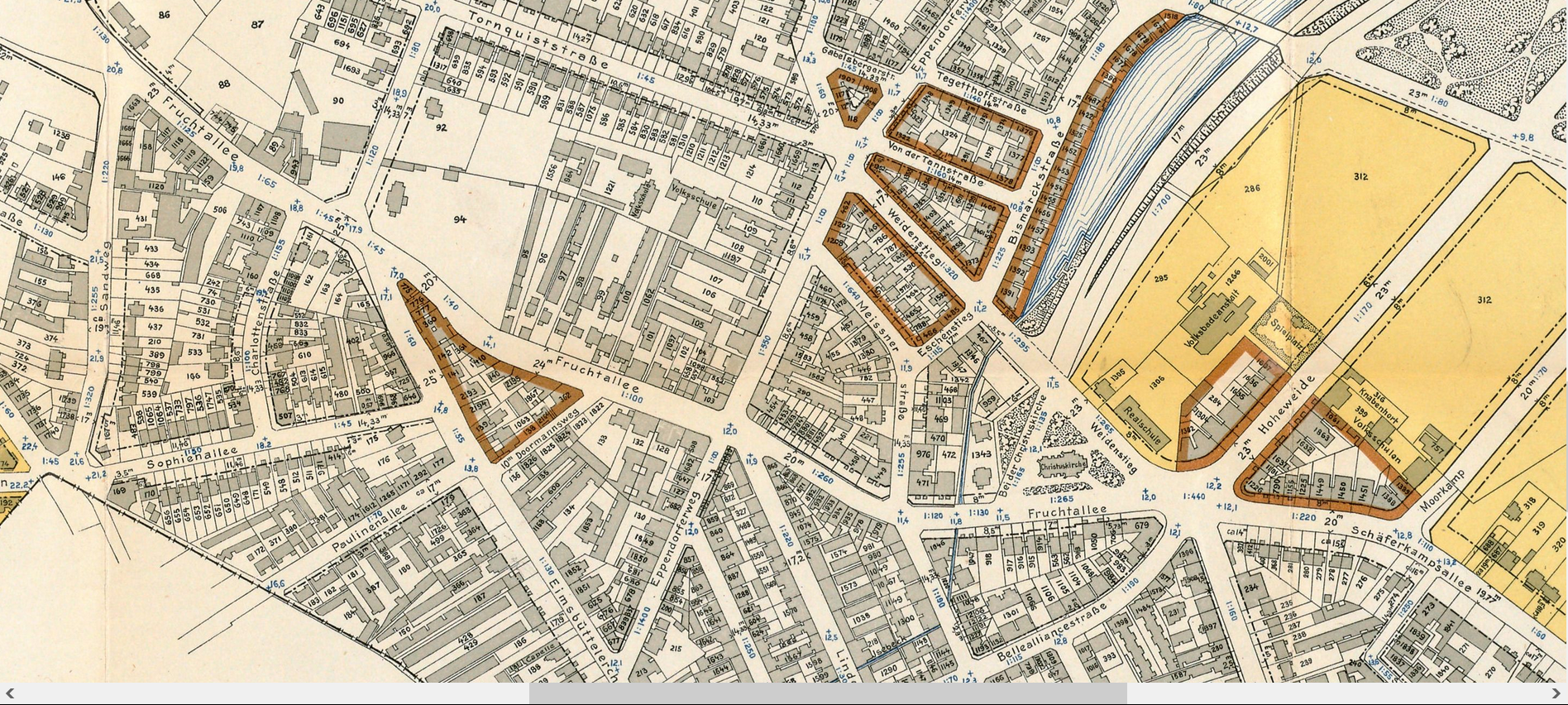
Lage der Fruchtallee im Bebauungsplan von 1904.

Die Fruchtallee ist ursprünglich Teil des Fußweges vom Dammtor nach Eimsbüttel gewesen. In der Nähe des damals noch den Weg querenden Isebeks waren im 19. Jahrhundert Obstbäume gepflanzt worden, deren Bewirtschaftung jedoch nicht lohnte. Nach diesen erhielt der inzwischen zur Straße ausgebaute Weg 1864 seinen Namen. Nach dem Zweiten Weltkrieg wurde die Fruchtallee vierspurig zur Hauptverkehrsstraße ausgebaut. Die Straße ist westlich des Doormannsweges Teil der Bundesstraße 5. Die Nummerierung verläuft von Osten nach Westen. Sie gehört zu den verkehrsreichsten Straßen in Hamburg. So fuhren 2013 durchschnittlich 54.000 Fahrzeuge pro Werktag über die Fruchtallee, davon waren über 3.000 Fahrzeuge des Schwerverkehrs.

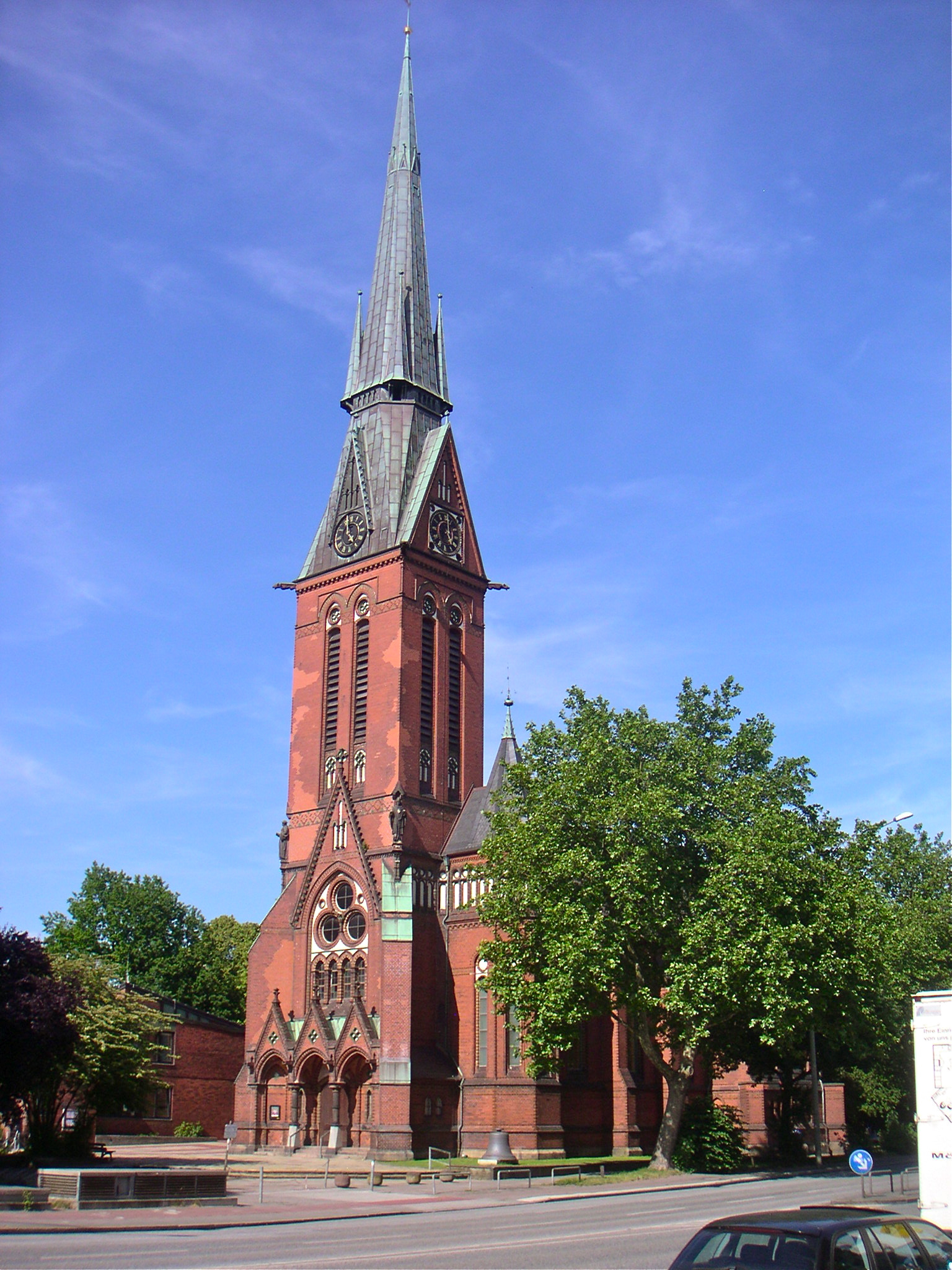
Die Christuskirche prägt den Eingang der Fruchtallee von Westen.

Die Fruchtallee beginnt im Osten als Verlängerung der Schäferkampsallee am sechspoligen Knoten Hohe Weide / Schäferkampsallee / Weidenallee / Bellealliancestraße / Fruchtallee / Weidenstieg. Ursprünglich waren diese Straßen etwa gleichwertig in ihrem Ausbaustatus (vergleiche Ausschnitt aus dem Bebauungsplan von 1904). Nach dem Ausbau von Schäferkampsallee und Fruchtallee zu Hauptverkehrsstraßen in den 1950er und 1960er Jahren dominieren diese den Knoten eindeutig. Nördlich der Fruchtallee liegt auf einer von den Straßen Fruchtallee, Weidenstieg und Bei der Christuskirche gebildeten Dreiecksfläche die 1884 fertiggestellte Christuskirche als städtebauliche Dominante.
Gegenüber der Kirche befinden sich noch Häuser aus der Gründerzeit und ein Backsteinwohnhaus aus der Zwischenkriegszeit. Die Ende der 1870er Jahre errichteten Gebäude mit den Hausnummern 15, 17, 23 und 25 stehen ebenso wie die Christuskirche und ihr Pastorat unter Denkmalschutz. Von diesen Gebäuden abgesehen, findet sich vor allem Geschosswohnungs- und Gewerbebau aus der Wiederaufbauzeit nach dem Zweiten Weltkrieg. Etwa mittig im Straßenverlauf kreuzt mit dem Doormannsweg der mittlere Hamburger Straßenring die Fruchtallee. Von dort nach Westen ist die Fruchtallee Teil der Bundesstraße 5.
Die Kreuzung zum Doormannsweg gilt als eine der für Fußgänger und Radfahrer gefährlichsten Kreuzungen Hamburgs. 2015 ergab eine Große Anfrage in der Hamburger Bürgerschaft, dass im Zeitraum 2011 bis 2015 13 Radfahrer und Fußgänger verletzt wurden und ein Radfahrer starb.

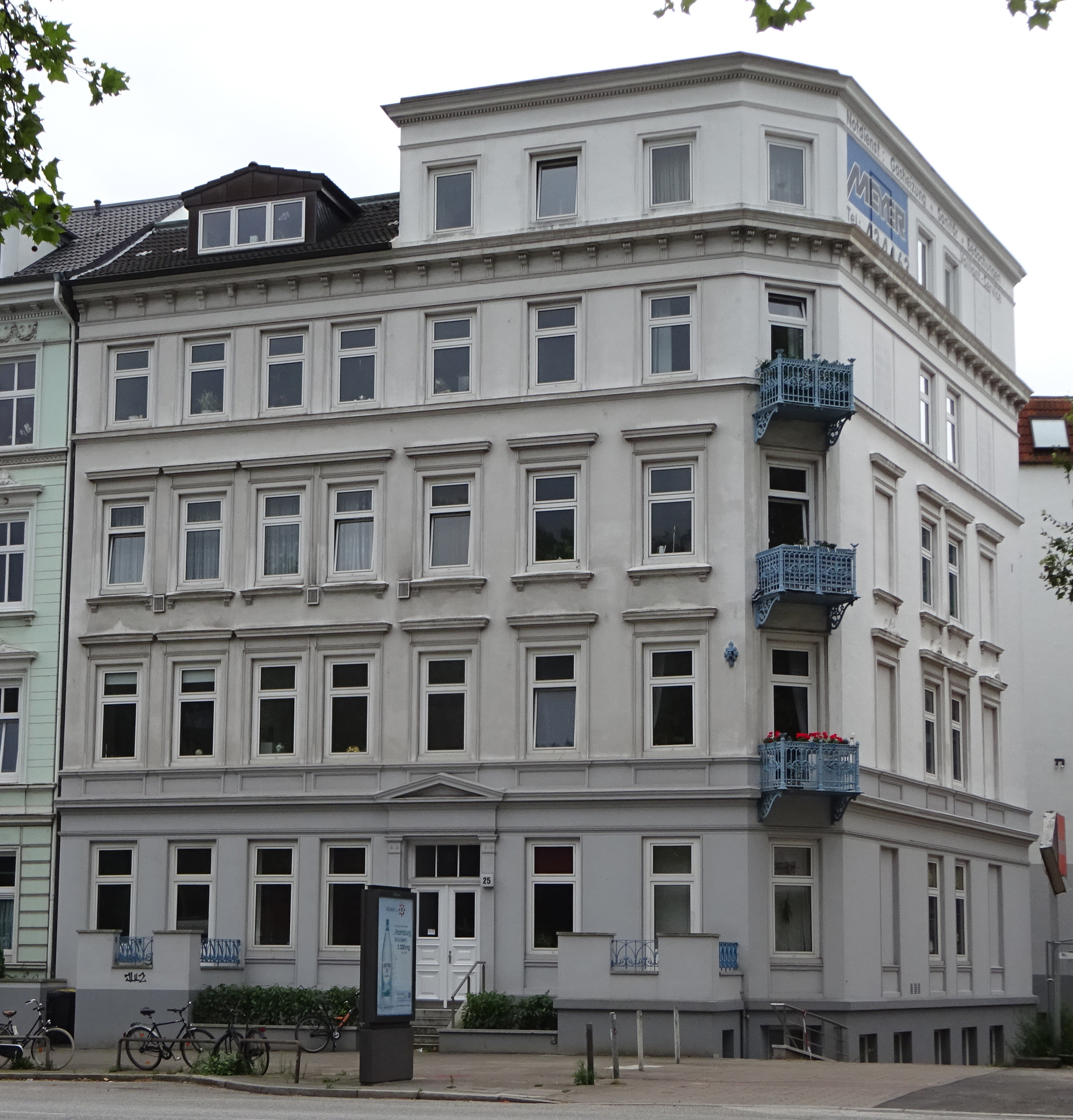
Denkmalgeschütztes Mehrfamilienhaus Fruchtallee 25 (Ecke Vereinsstraße).

Der Zugang zum bereits 1852 errichteten und seit 1926 der Öffentlichkeit zugänglichen Wehbers Park befindet sich kurz vor der Einmündung der Emilienstraße auf der Nordseite der Fruchtallee. Hinter der Emilienstraße folgt das 1892 von den Architekten Peters und Liebel errichtete Gebäudeensemble Fruchtallee 110 bis 116. Dieses steht als Beispiel der Bebauung zur Zeit der Urbanisierung Eimsbüttels unter Denkmalschutz. Auf diese Gebäude folgen bis zur Ecke Heußweg typische Backsteinbauten aus den 1920er Jahren. Dieser Teil der Straße wurde 2016 vom Hamburger Abendblatt als „Hamburgs lässigste Einkaufsstraße“ bezeichnet. Lediglich die „runde Ecke“ zum Heußweg (Hausnummer 136) wurde nach den Weltkriegszerstörungen von Lubowski & Rüge 1965 neu errichtet. Hingegen sind auf der Südseite ausnahmslos Gelb- und Rotklinkerbauten der Nachkriegszeit vorhanden. An der Einmündung von Heußweg und Lappenbergsallee geht die Fruchtallee in den Eimsbütteler Marktplatz über.

## Öffentlicher Personennahverkehr
Mit den Haltestellen Christuskirche (im Osten) und Emilienstraße (im Westen) der U-Bahn-Linie 2, die unter der Straße verläuft, befinden sich zwei Haltestellen der Hamburger U-Bahn in der Fruchtallee.

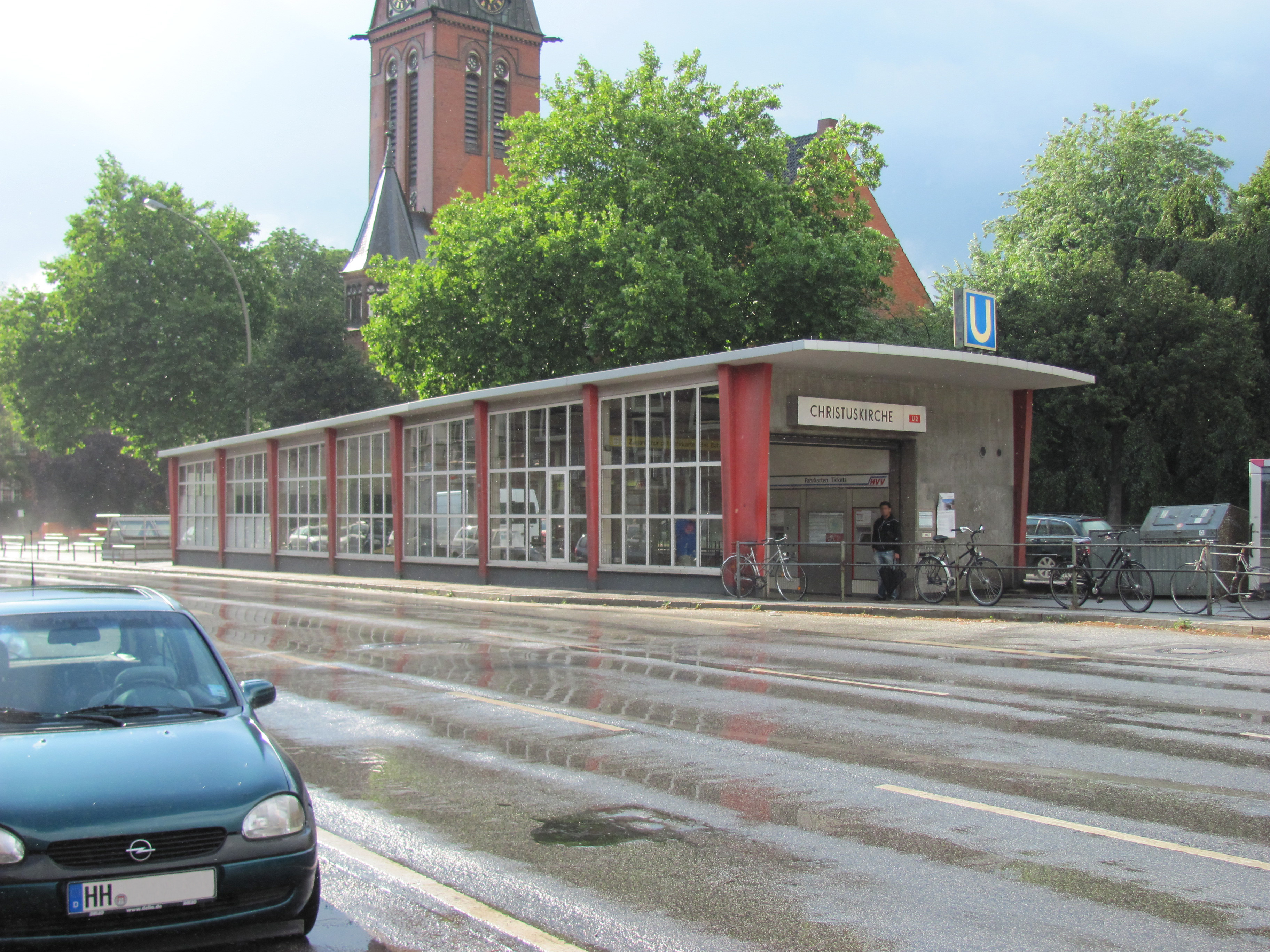
Zugangsgebäude der Haltestelle Christuskirche an der Fruchtallee. Im Hintergrund die Christuskirche.

Die Straßenbahn Hamburg fuhr von 1868, als die Pferde-Eisenbahn-Gesellschaft eine Linie aus der Innenstadt kommend über Dammtor, Grindel, Schlump und die Schäferkampsallee weiter bis zum Eimsbütteler Marktplatz eröffnete, bis 1973 durch die Fruchtallee. Auf die Pferdebahn von 1868 folgte 1897 die erste elektrische Linie, die vom Rödingsmarkt kommend über die Steinwege und das Schulterblatt ebenfalls weiter bis zum Eimsbütteler Marktplatz fuhr. Sie wurde von der „Hamburg-Altonaer Trambahn-Gesellschaft“ betrieben. Ein Jahr später wurde auch die Pferdebahn elektrifiziert und bis zur Lappenbergsallee verlängert. Diese Linien blieben auch nach dem Übergang des Betriebs auf die Hamburger Hochbahn (mit wechselnden Endpunkten) in Betrieb. Spätestens in den 1940er Jahren folgte eine weitere Linie vom Eimsbütteler Marktplatz kommend und dann weiter über die Eimsbütteler Chaussee, die Waterloostraße und die Alsenstraße nach Altona. Diese wurde aber schon bald nach dem Krieg wieder eingestellt. Die Linie vom Schullterblatt kommend wurde 1960 eingestellt und durch Busse (seit 1961 Linie 58, seit 1968 Linie 182) ersetzt.
Durch die Fruchtallee selbst führt derzeit tagsüber keine Buslinie. Im Doormannsweg liegt in Höhe des Hamburg-Hauses die Bushaltestelle „Fruchtallee (Hamburg-Haus)“. Derzeit bedienen die Metrobuslinien 20 (Bf. Altona über S Holstenstraße und U/S Sternschanze und dann weiter über Hoheluft, UK Eppendorf, Eppendorfer Marktplatz, City Nord bis S Rübenkamp) und 25 (Bf. Altona über S Holstenstraße und dann weiter über U Kellinghusenstraße, Winterhude und U Mundsburg bis U Burgstraße) sowie die Nachtbuslinie 603 (Rathausmarkt über U Gänsemarkt, Bf. Dammtor, U Schlump und dann weiter über U Osterstraße, Stellingen und Eidelstedt bis Schnelsen) die Haltestelle. Die Nachtbuslinie hält auch an der Haltestelle „U Christuskirche“ in der Fruchtallee.

## Stolpersteine für Opfer des Nationalsozialismus
In der Fruchtallee wurden zwölf Stolpersteine für Opfer des Nationalsozialismus verlegt. Diese liegen sämtlich auf der Südseite der Straße: Vor der Hausnummer 27 zwei Steine für den Apotheker Paul Freundlich und seine Frau Irma. Paul betrieb in dem Haus die „Hansa-Apotheke“ und wohnte mit der Familie in der darüberliegenden Wohnung. Das Ehepaar wurde 1942 in das KZ Auschwitz-Birkenau deportiert und dort ermordet. Die gemeinsame Tochter Erika kam mit einem Kindertransport nach England und auch die drei Töchter aus Paul Freundlichs erster Ehe überlebten im Ausland. Vor der Nummer 107 liegen fünf Stolpersteine für das Ehepaar Selma und Josef Birmann und deren drei Kinder, die 1938 im Rahmen der Polenaktion nach Zbąszyń ausgewiesen wurden. Von dort wurden sie in das Ghetto Litzmannstadt deportiert und schließlich in Chełmno umgebracht. Vor der Hausnummer 115 befinden sich insgesamt fünf Stolpersteine: Für Horst Fröhlich, der als Kommunist 1935 verhaftet und ein Jahr später vom Volksgerichtshof zu 15 Jahren Haft verurteilt wurde und dann im Dezember 1942 als Jude nach Auschwitz deportiert und dort im Januar 1943 ermordet wurde; für Oskar Helle und seinen Stiefvater Kurt Popper, die 1941 nach Minsk deportiert worden sind und deren Spur sich dort ebenso wie die ihrer Familienangehörigen (für die noch keine Steine verlegt worden sind) verliert; schließlich für das Ehepaar Alice und Julius Reinmann, das in Dachau (Julius, 1940) beziehungsweise Chełmno (Alice, 1942) ermordet wurde.

Stolpersteine
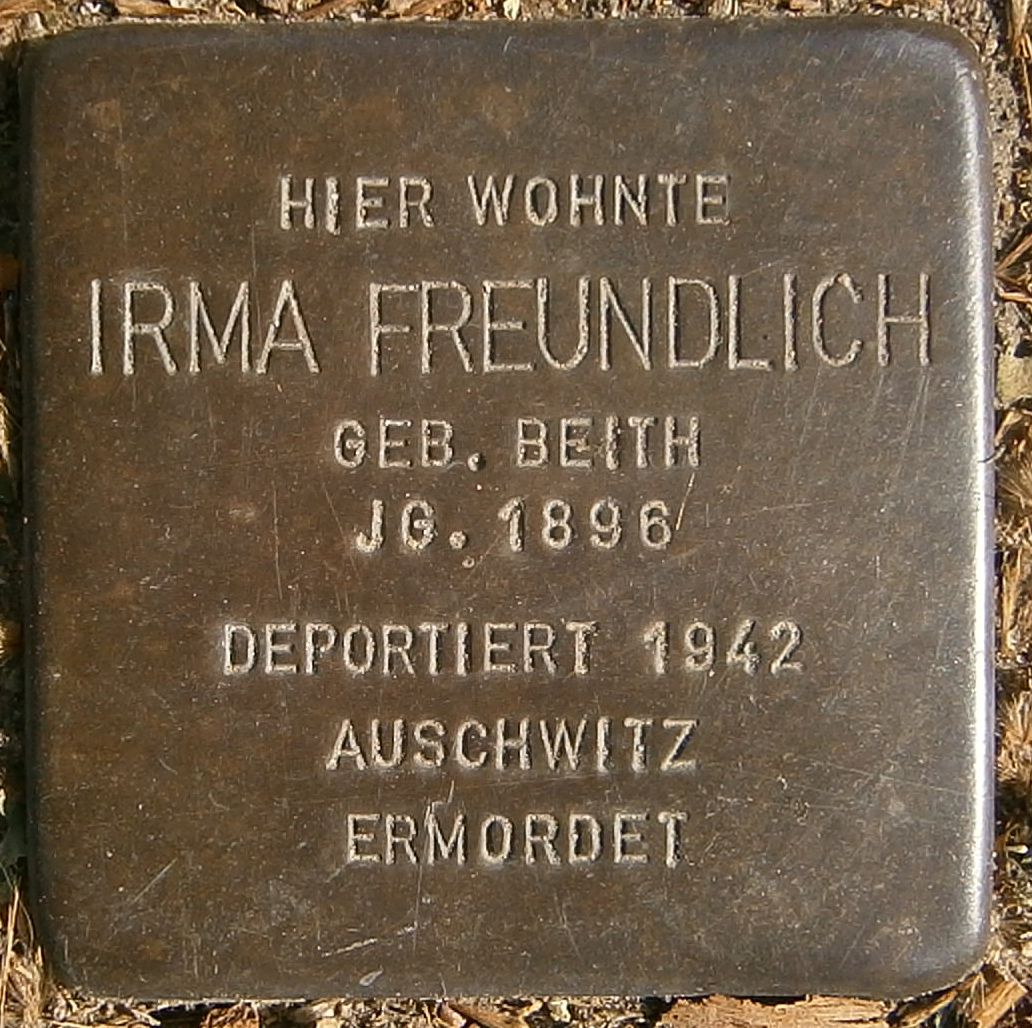
Irma Freundlich vor der Fruchtallee 27
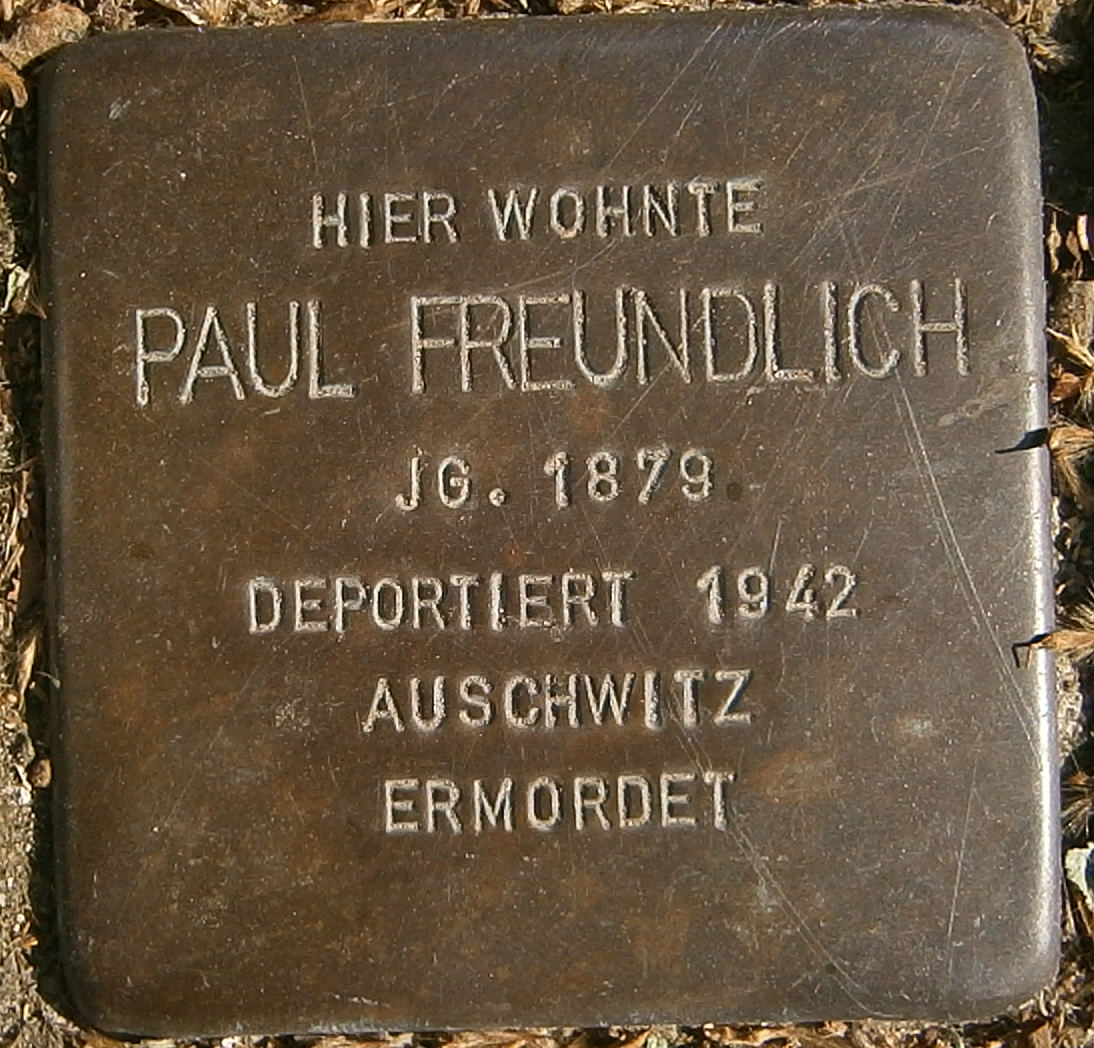
Paul Freundlich vor der Fruchtallee 27
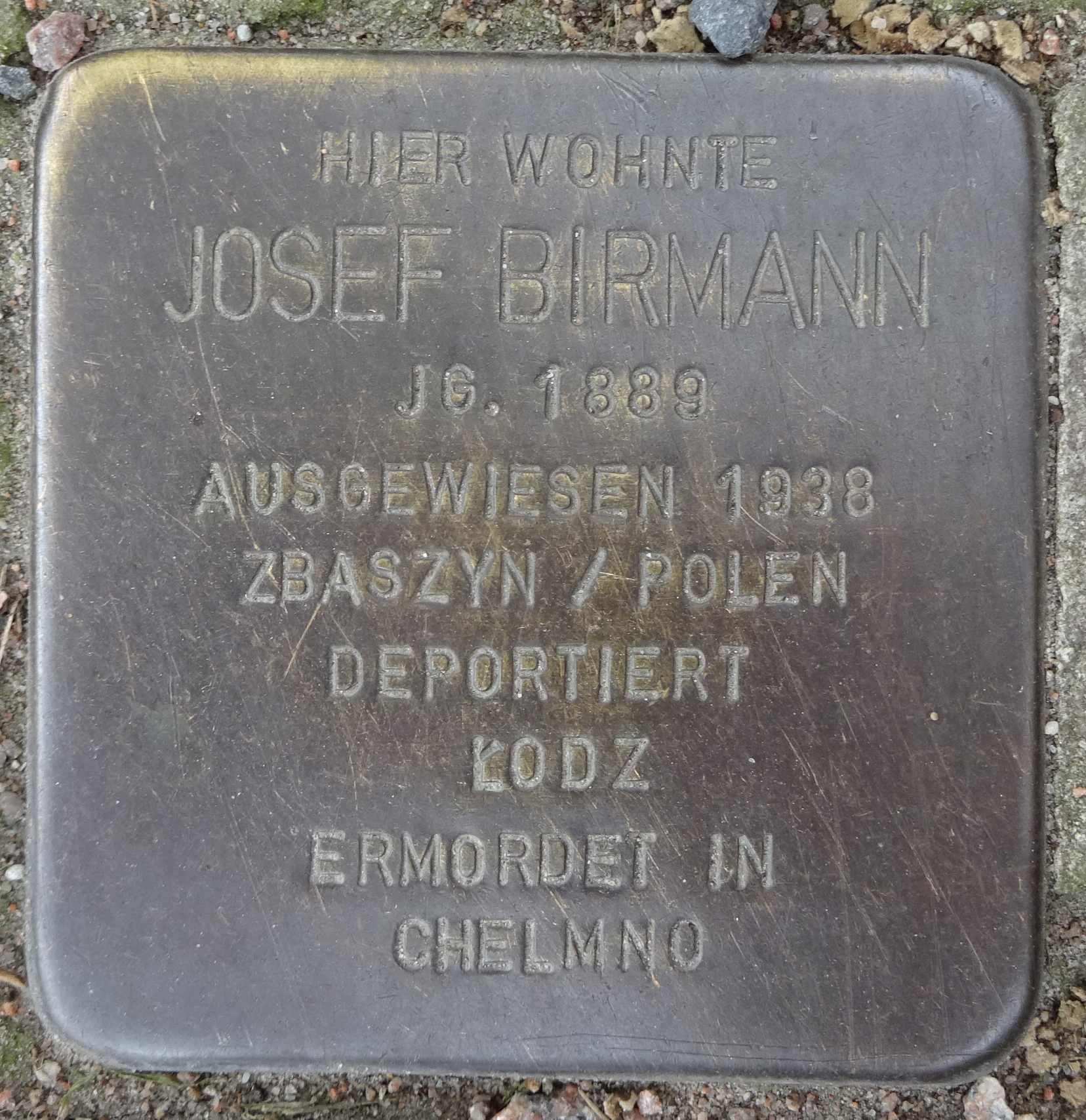
Josef Birmann vor der Fruchtallee 107
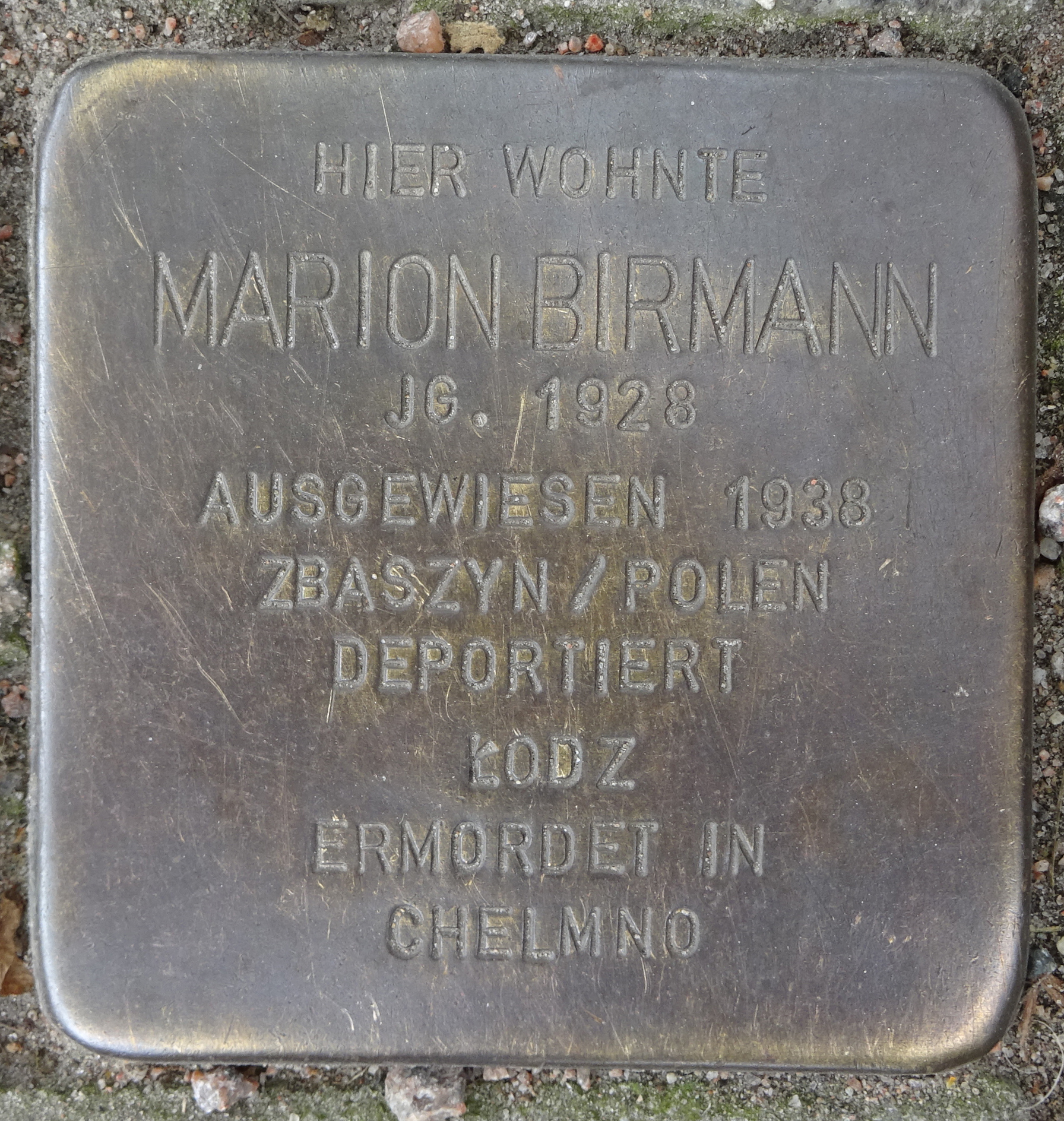
Marion Birmann vor der Fruchtallee 107
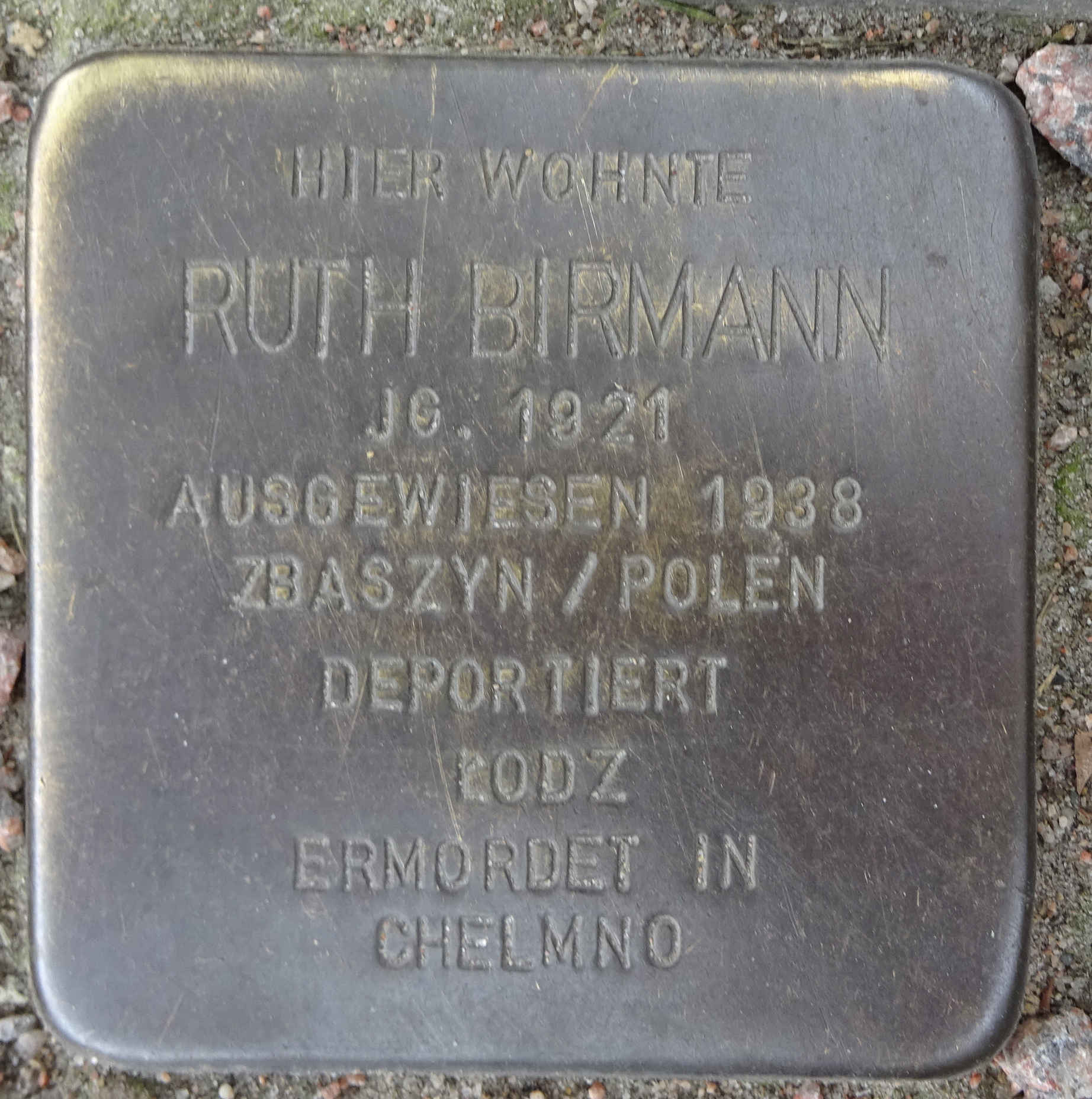
Ruth Birmann vor der Fruchtallee 107
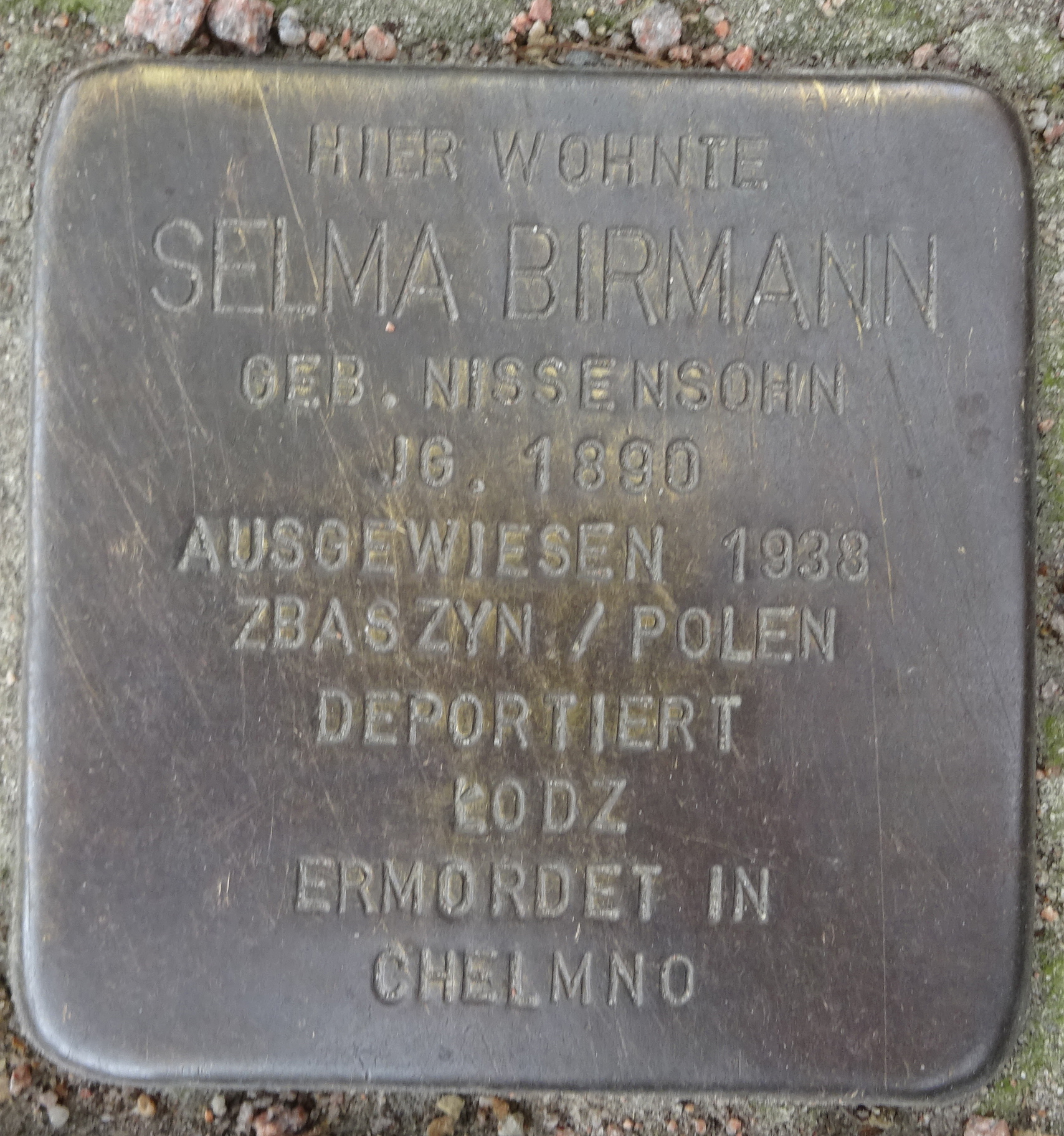
Selma Birmann vor der Fruchtallee 107
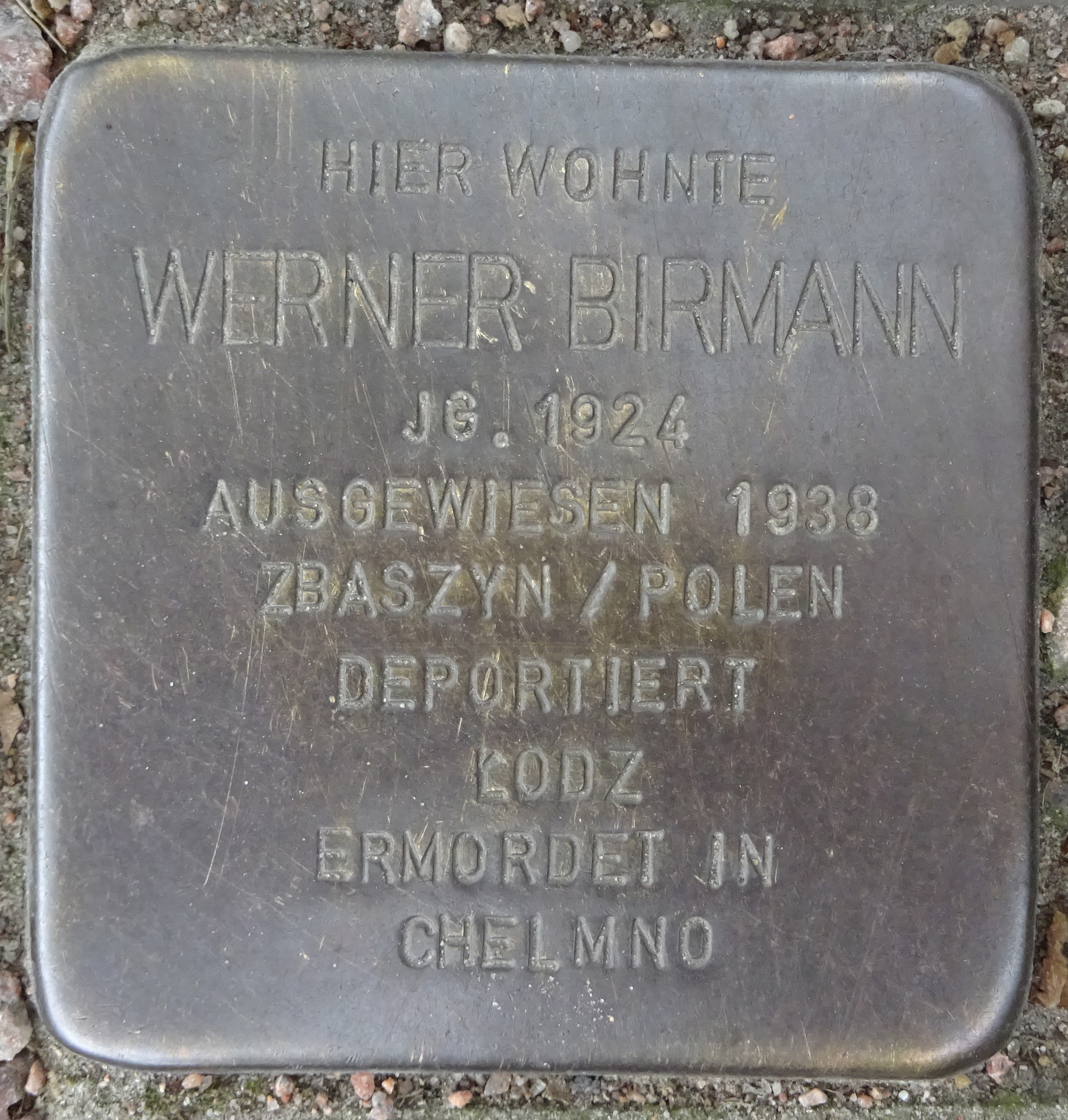
Werner Birmann vor der Fruchtallee 107
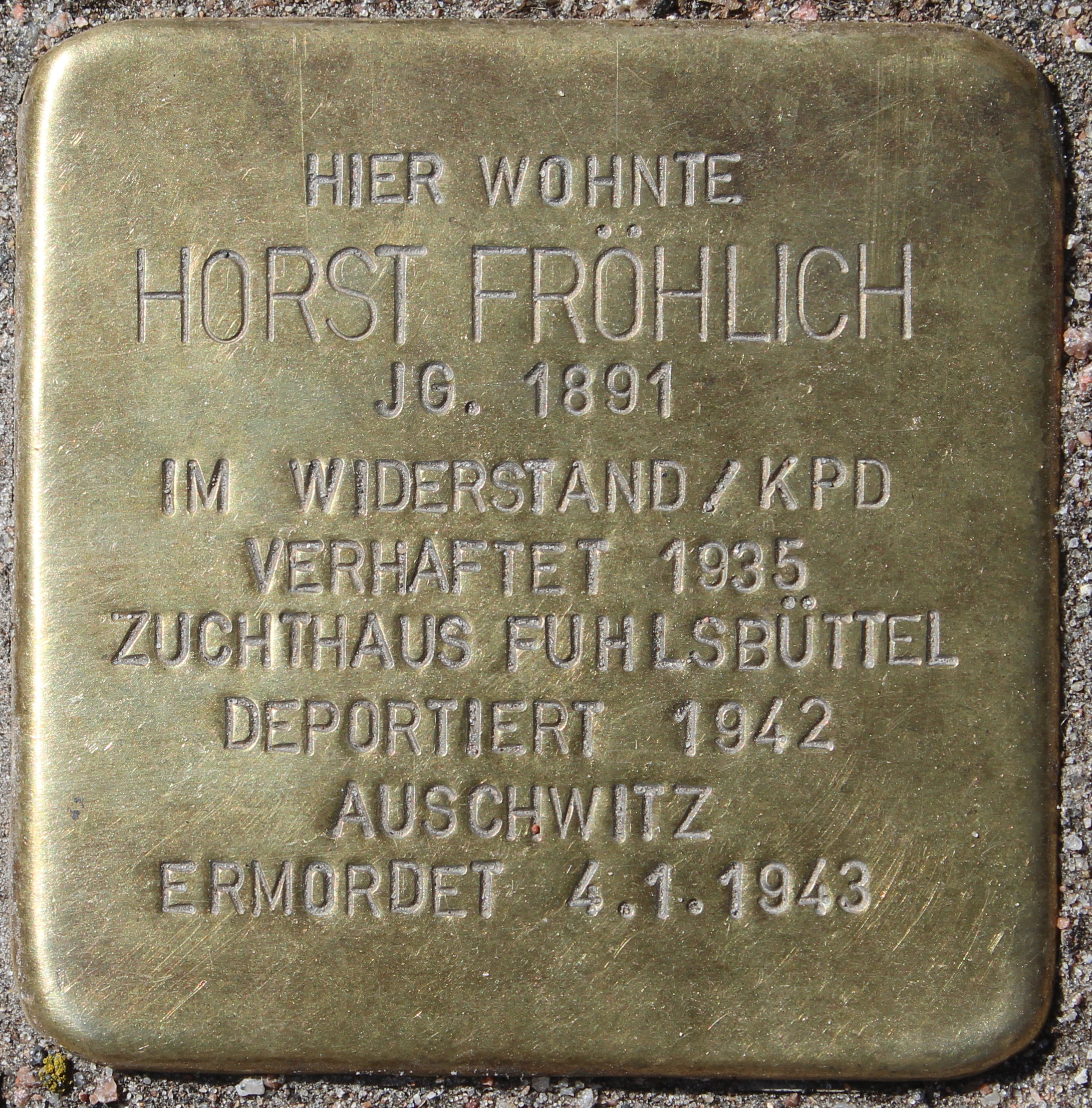
Horst Fröhlich vor der Fruchtallee 115
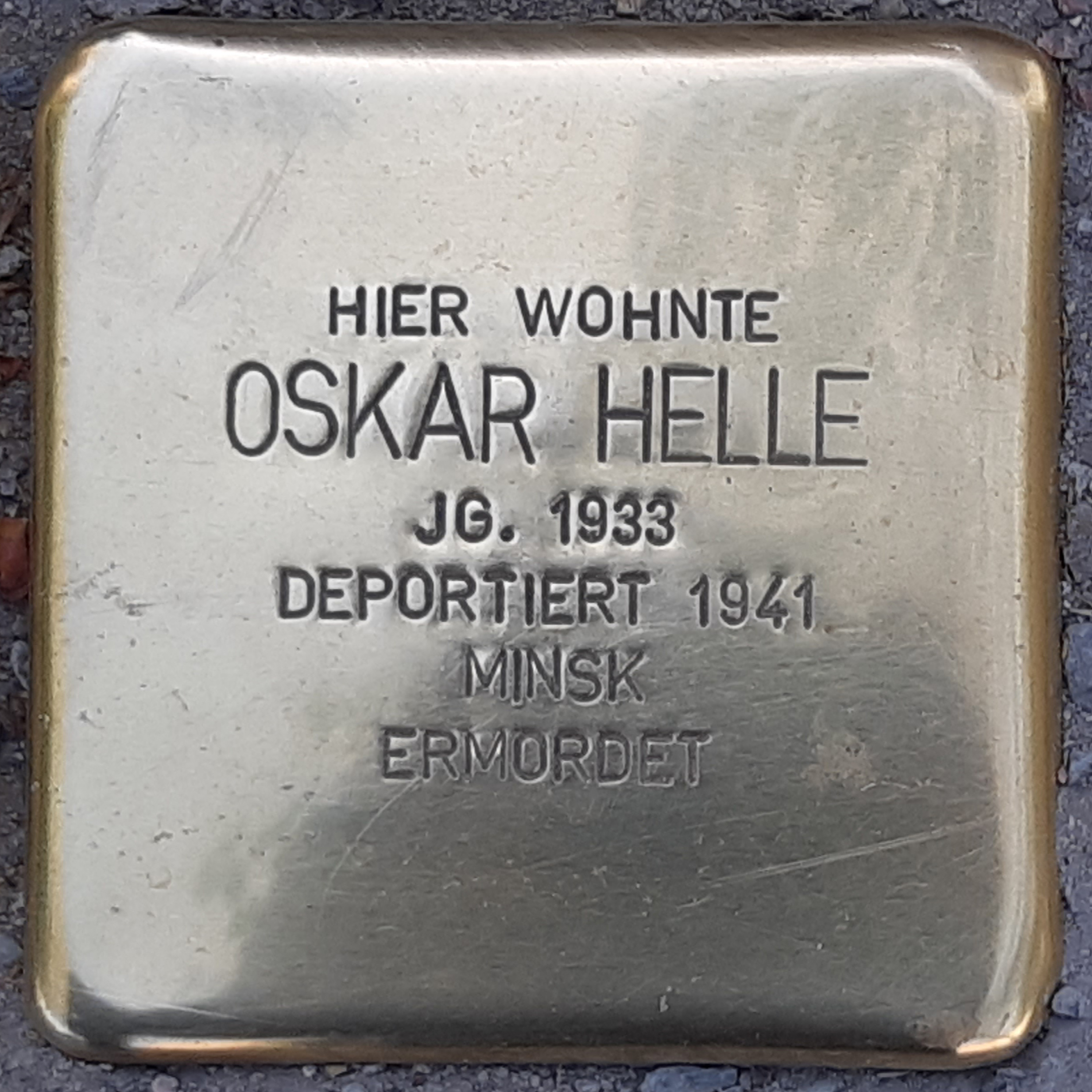
Oskar Helle vor der Fruchtallee 115
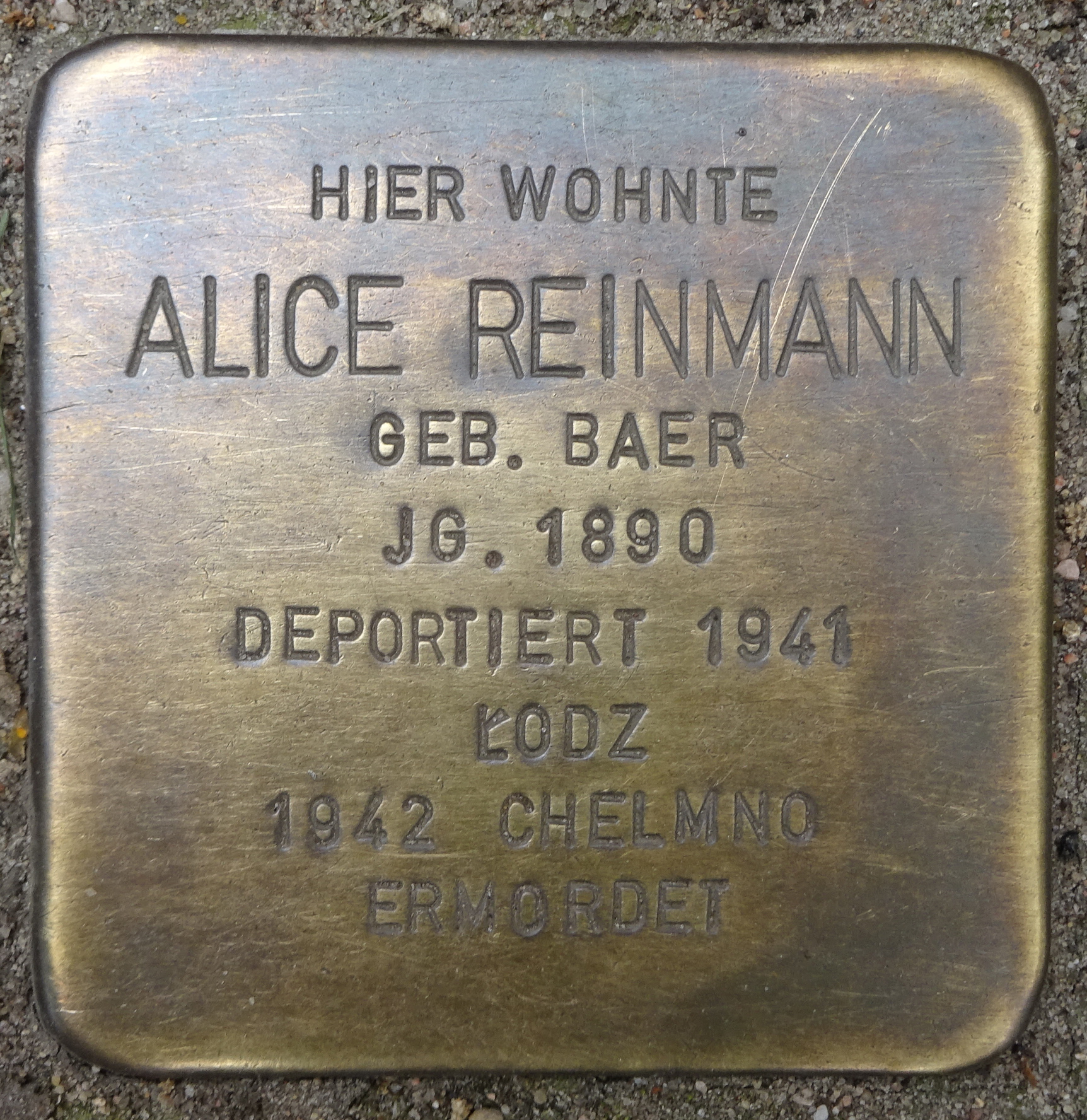
Alice Reinmann vor der Fruchtallee 115
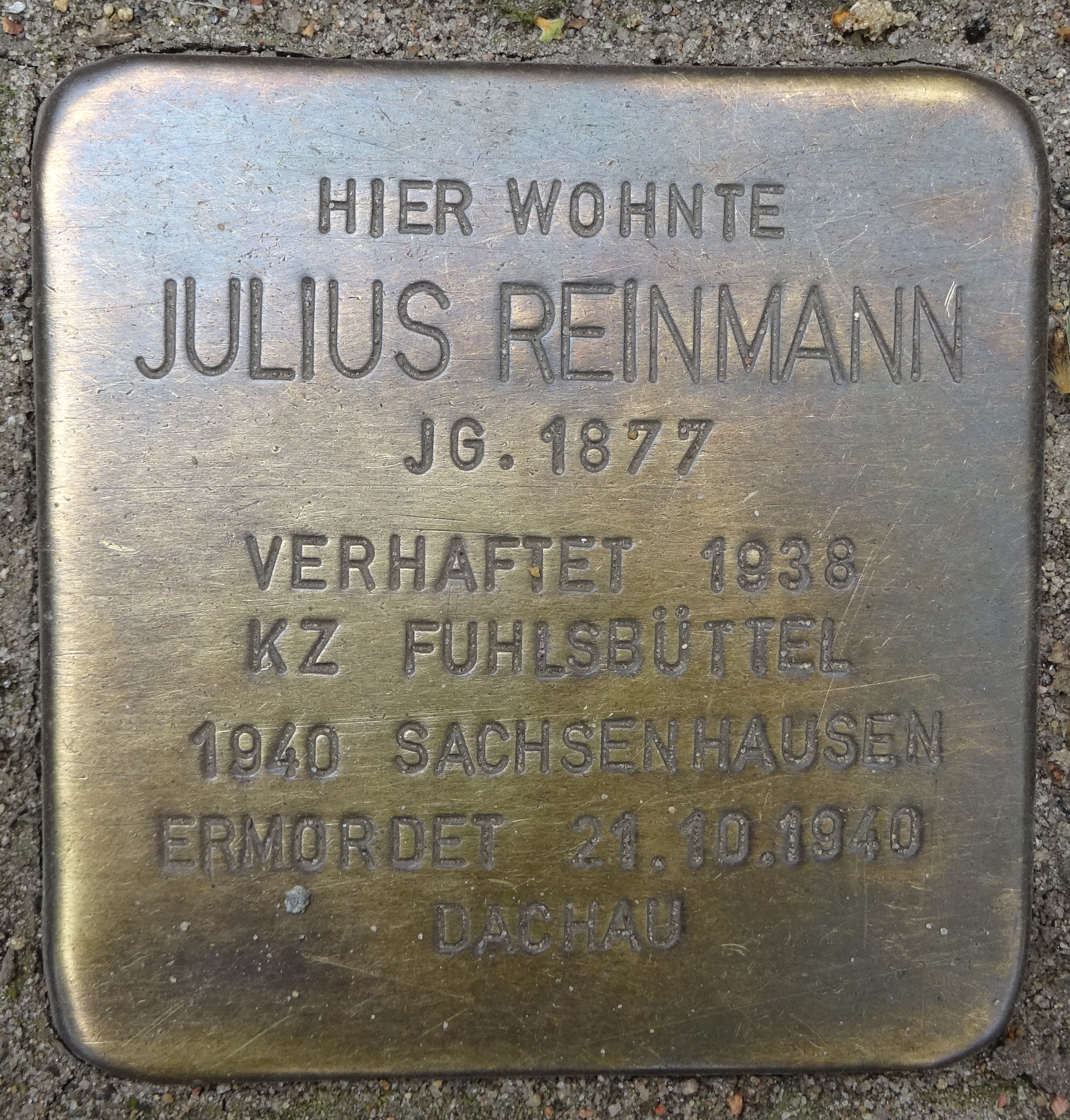
Julius Reinmann vor der Fruchtallee 115
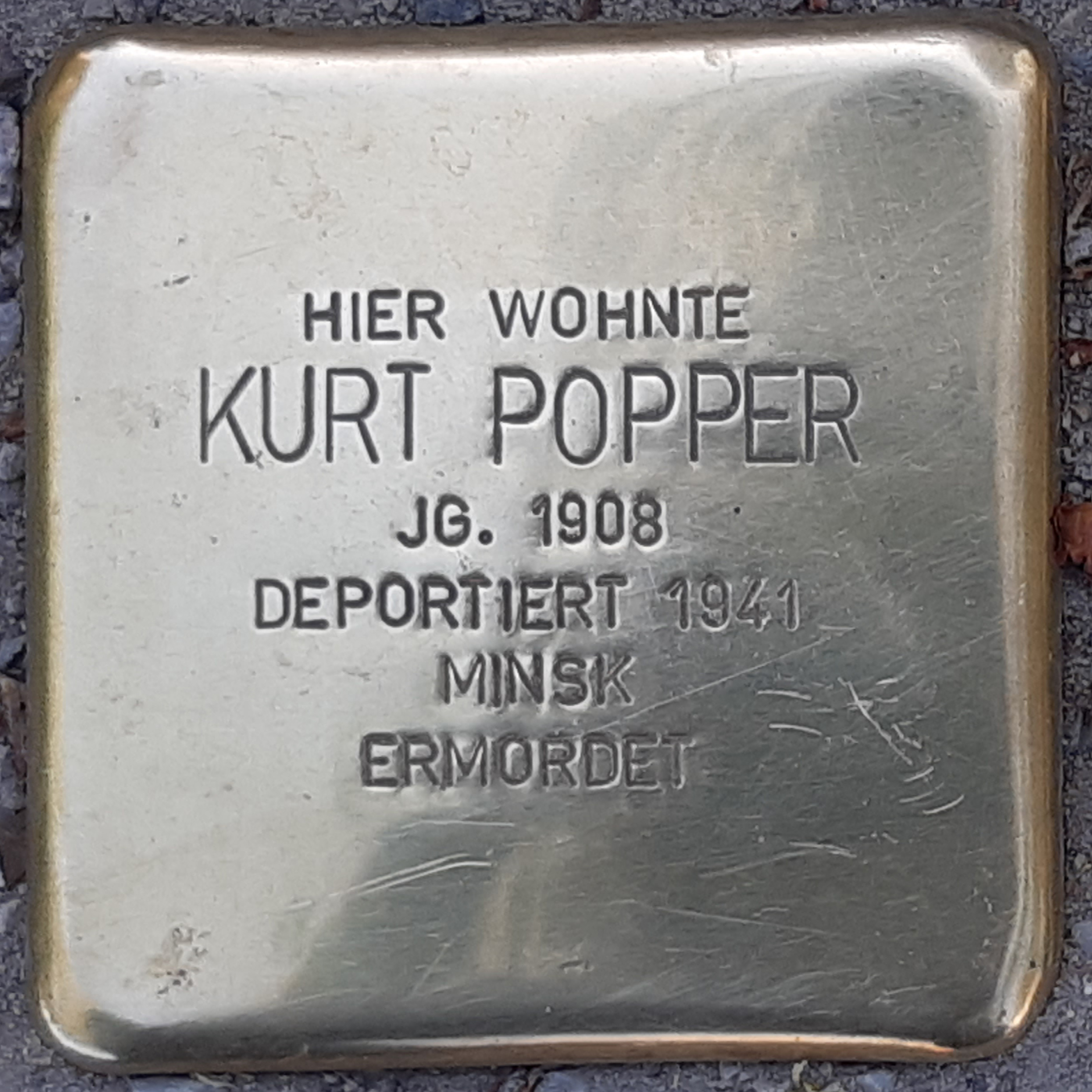
Kurt Popper vor der Fruchtallee 115